# ATP Challenger Yokohama
Das ATP Challenger Yokohama (offizieller Name: Yokohama Keio Challenger) ist ein Tennisturnier, das seit 1999 in der japanischen Stadt Yokohama stattfindet. Es ist Teil der ATP Challenger Tour und wird im Freien auf Hartplatz ausgetragen. Zwischen 2003 und 2006 sowie in den Jahren 2010, 2011 und 2016 fand die Veranstaltung nicht statt.
Das Turnier steht unter der Schirmherrschaft der Keiō Gijuku, einer Bildungskörperschaft, welche die Keiō-Universität sowie Grund-, Mittel- und Oberschulen betreiben.

## Siegerliste
Lee Hyung-taik ist mit drei Titeln im Einzel Rekordsieger des Turniers.

### Einzel
| Jahr                         | Sieger                | Finalgegner         | Ergebnis          |
| ---------------------------- | --------------------- | ------------------- | ----------------- |
| 2024                         | Yūta Shimizu          | Li Tu               | 6:74, 6:4, 6:2    |
| 2023                         | Yōsuke Watanuki       | Yūta Shimizu        | 7:65, 6:4         |
| 2022                         | Christopher O’Connell | Yōsuke Watanuki     | 6:1, 6:75, 6:3    |
| 2020–2021: nicht ausgetragen |                       |                     |                   |
| 2019                         | Kwon Soon-woo         | Oscar Otte          | 7:64, 6:3         |
| 2018                         | Yasutaka Uchiyama     | Tatsuma Itō         | 2:6, 6:3, 6:4     |
| 2017                         | Yūichi Sugita         | Kwon Soon-woo       | 6:4, 2:6, 7:62    |
| 2016                         | nicht ausgetragen     | nicht ausgetragen   | nicht ausgetragen |
| 2015                         | Taro Daniel           | Gō Soeda            | 4:6, 6:3, 6:3     |
| 2014                         | John Millman          | Kyle Edmund         | 6:4, 6:4          |
| 2013                         | Matthew Ebden         | Gō Soeda            | 2:6, 7:63, 6:3    |
| 2012                         | Matteo Viola          | Mirza Bašić         | 7:63, 6:3         |
| 2010–2011: nicht ausgetragen |                       |                     |                   |
| 2009                         | Takao Suzuki          | Martin Fischer      | 6:4, 7:65         |
| 2008                         | Lee Hyung-taik (3)    | Gō Soeda            | 7:5, 6:3          |
| 2007                         | Dudi Sela             | Takao Suzuki        | 6:75, 6:4, 6:2    |
| 2003–2006: nicht ausgetragen |                       |                     |                   |
| 2002                         | Lee Hyung-taik (2)    | John van Lottum     | 2:6, 7:62, 7:66   |
| 2001                         | Takao Suzuki          | Gōichi Motomura     | 6:2, 6:75, 7:64   |
| 2000                         | Eric Taino            | Julian Knowle       | 7:65, 6:4         |
| 1999                         | Lee Hyung-taik (1)    | Paradorn Srichaphan | 6:3, 6:0          |

### Doppel
| Jahr                         | Sieger                                | Finalgegner                           | Ergebnis           |
| ---------------------------- | ------------------------------------- | ------------------------------------- | ------------------ |
| 2024                         | Benjamin Hassan Saketh Myneni         | Blake Bayldon Calum Puttergill        | 6:2, 6:4           |
| 2023                         | Filip Bergevi Mick Veldheer           | Ray Ho Calum Puttergill               | 2:6, 7:5, [11:9]   |
| 2022                         | Victor Vlad Cornea Ruben Gonzales     | Tomoya Fujiwara Masamichi Imamura     | 7:5, 6:3           |
| 2020–2021: nicht ausgetragen |                                       |                                       |                    |
| 2019                         | Moez Echargui Skander Mansouri        | Max Purcell Luke Saville              | 7:66, 6:73, [10:7] |
| 2018                         | Tobias Kamke Tim Pütz                 | Sanchai Ratiwatana Sonchat Ratiwatana | 3:6, 7:5, [12:10]  |
| 2017                         | Marin Draganja Tomislav Draganja      | Joris De Loore Luke Saville           | 4:6, 6:3, [10:4]   |
| 2016                         | nicht ausgetragen                     | nicht ausgetragen                     | nicht ausgetragen  |
| 2015                         | Sanchai Ratiwatana Sonchat Ratiwatana | Riccardo Ghedin Yi Chu-huan           | 6:4, 6:4           |
| 2014                         | Bradley Klahn (2) Matt Reid           | Marcus Daniell Artem Sitak            | 4:6, 6:4, [10:7]   |
| 2013                         | Bradley Klahn (1) Michael Venus       | Sanchai Ratiwatana Sonchat Ratiwatana | 7:5, 6:1           |
| 2012                         | Prakash Amritraj Philipp Oswald       | Sanchai Ratiwatana Sonchat Ratiwatana | 6:3, 6:4           |
| 2010–2011: nicht ausgetragen |                                       |                                       |                    |
| 2009                         | Yang Tsung-hua Yi Chu-huan            | Alexei Kedrjuk Junn Mitsuhashi        | 6:79, 6:3, [12:10] |
| 2008                         | Tomáš Cakl Marek Semjan               | Brendan Evans Martin Slanar           | 6:3, 7:61          |
| 2007                         | Hiroki Kondō Gō Soeda                 | Satoshi Iwabuchi Toshihide Matsui     | 6:75, 6:3, [11:9]  |
| 2003–2006: nicht ausgetragen |                                       |                                       |                    |
| 2002                         | Lu Yen-hsun Danai Udomchoke           | Ivo Karlović Mark Nielsen             | 7:65, 6:3          |
| 2001                         | Takao Suzuki Mitsuru Takada           | Marco Chiudinelli Sebastian Jäger     | 6:3, 6:4           |
| 2000                         | Yves Allegro Julian Knowle            | Tim Crichton Ashley Fisher            | 6:3, 7:62          |
| 1999                         | Satoshi Iwabuchi Thomas Shimada       | Michael Joyce Kyle Spencer            | 6:2, 6:4           |